# Sébrazac
Sébrazac est une commune française située dans le département de l'Aveyron en région Occitanie.
Cette commune regroupe trois hameaux : Sébrazac, Saint-Geniès-des-Ers et Trédou de Verrières.
Le patrimoine architectural de la commune comprend un immeuble protégé au titre des monuments historiques : le pont d'Estaing, inscrit en 2005.

## Géographie

### Généralités

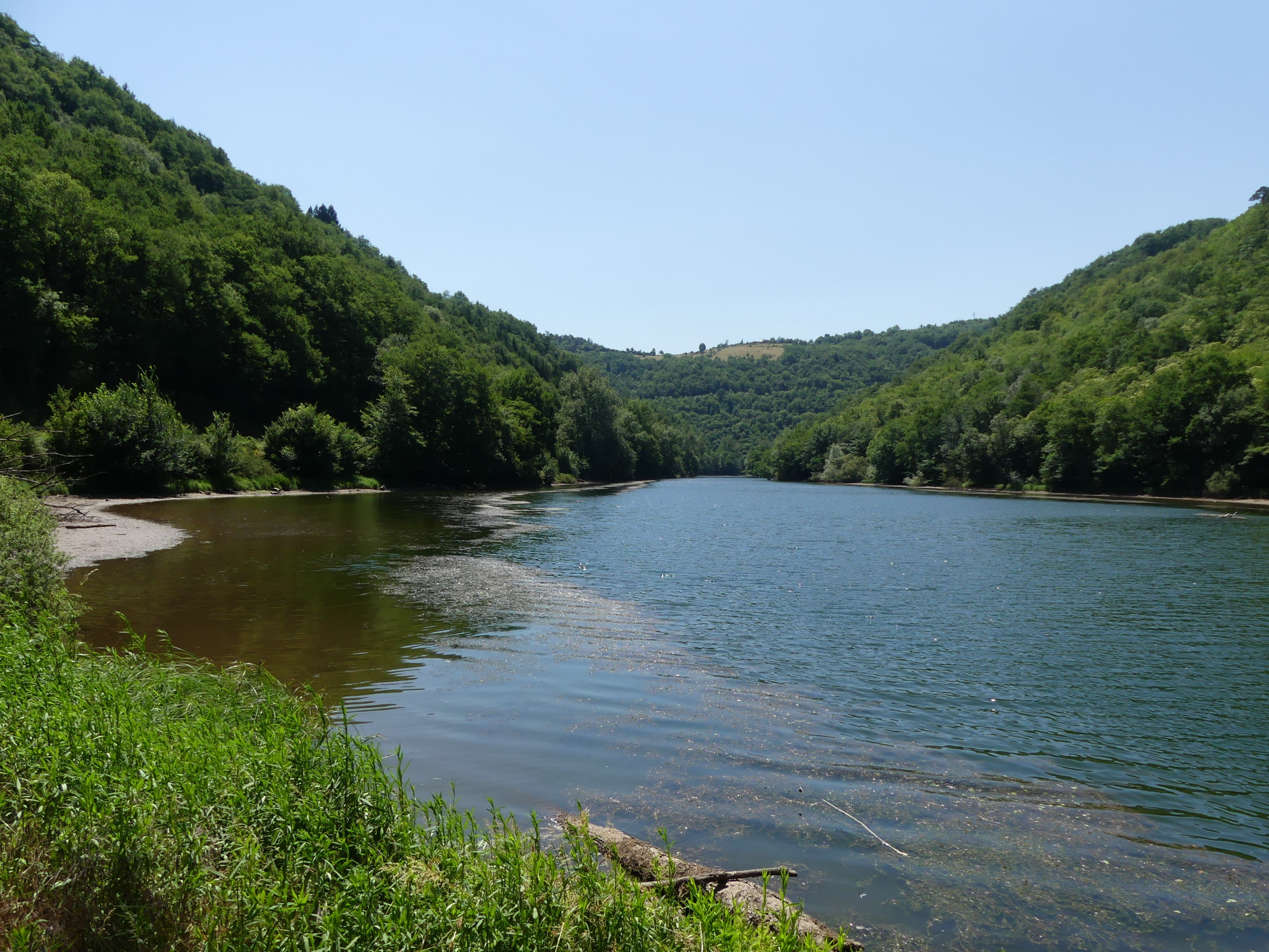
Le Lot dans la retenue du barrage de Golinhac, en limites d'Estaing (à gauche) et de Sébrazac (à droite, ainsi qu'au fond).

Sébrazac est une commune du nord de l'Aveyron, bordée au nord par le Lot sur environ neuf kilomètres, dont près de quatre dans la retenue du barrage de Golinhac.

### Communes limitrophes
Sébrazac est limitrophe de huit autres communes, dont Coubisou au nord-ouest, sur environ 170 mètres.
Les communes limitrophes sont  Bessuéjouls, Bozouls, Campuac, Coubisou, Estaing, Golinhac, Rodelle et Villecomtal.
| Golinhac, Campuac | Estaing  | Coubisou    |
| Villecomtal       | Sébrazac | Bessuéjouls |
| Rodelle           |          | Bozouls     |

### Hydrographie

#### Réseau hydrographique

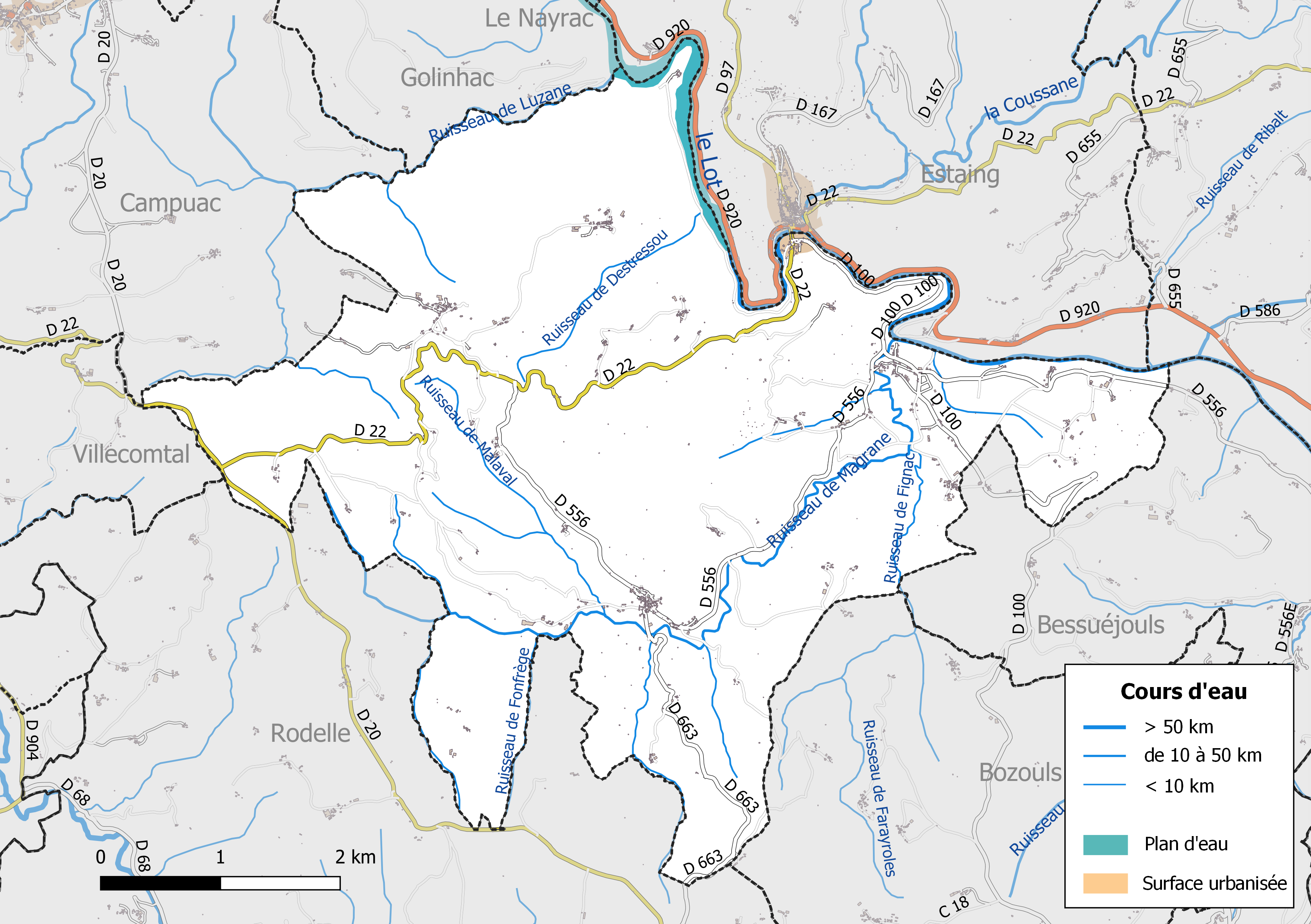
Réseaux hydrographique et routier de Sébrazac.

La commune est drainée par le Lot, le ruisseau de Luzane, le ruisseau de Magrane, le ruisseau de Destressou, le ruisseau de Fignac, le ruisseau de Fonfrège, le ruisseau de Malaval et par divers petits cours d'eau.
Le Lot prend sa source à 1272 m d’altitude sur la montagne du Goulet (nord du Mont Lozère), dans la commune de Cubières (48), et se jette  dans la Garonne à Monheurt (47), après avoir parcouru 484 km et traversé 129 communes.
Le lac de Golinhac est un lac de retenue lié au barrage de Golinhac, long de six kilomètres, qui s'étend sur 53 hectares et retient les eaux du Lot ; le bassin versant drainé y est de 2 051 km2. Outre les deux communes entre lesquelles est érigé le barrage, Golinhac et Le Nayrac, la retenue baigne également Estaing et Sébrazac. Elle est également alimentée par quelques ruisseaux, dont le plus important est le ruisseau de Luzane, qui marque la limite territoriale entre Golinhac et Sébrazac.

#### Gestion des cours d'eau
Afin d’atteindre le bon état des eaux imposé par la Directive-cadre sur l'eau du 23 octobre 2000, plusieurs outils de gestion intégrée s’articulent à différentes échelles pour définir et mettre en œuvre un programme d’actions de réhabilitation et de gestion des milieux aquatiques : le SDAGE (Schéma directeur d'aménagement et de gestion des eaux), à l’échelle du bassin hydrographique, et le SAGE (Schéma d'aménagement et de gestion des eaux), à l’échelle locale. Ce dernier fixe les objectifs généraux d’utilisation, de mise en valeur et de protection quantitative et qualitative des ressources en eau superficielle et souterraine. Trois SAGE sont mis en oeuvre dans le département de l'Aveyron.
La commune fait partie du SAGE Lot amont, approuvé le 15 décembre 2015, au sein du SDAGE Adour-Garonne. Le périmètre de ce SAGE concerne le bassin d'alimentation du Lot depuis sa source jusqu'à Entraygues-sur-Truyère dans l'Aveyron, où il reçoit la Truyère en rive droite. Il couvre ainsi 91 communes, sur deux départements (Lozère et Aveyron) et 2 régions – une superficie de 2 616 km2 et 1 400 km de cours d'eau permanents auxquels s'ajoutent jusqu'à 576 km de cours d'eau temporaires,. Le pilotage et l’animation du SAGE sont assurés par le Syndicat mixte Lot-Dourdou (SMLD), qualifié de « structure porteuse ». Cet organisme a été créé le 1er janvier 2014 par rapprochement de trois syndicats de rivières et est constitué de quatorze communautés de communes.

### Climat
Pour des articles plus généraux, voir Climat de l'Occitanie et Climat de l'Aveyron.
En 2010, le climat de la commune est de type climat océanique altéré, selon une étude s'appuyant sur une série de données couvrant la période 1971-2000. En 2020, Météo-France publie une typologie des climats de la France métropolitaine dans laquelle la commune est exposée à un climat de montagne et est dans la région climatique Sud-est du Massif Central, caractérisée par une pluviométrie annuelle de 1 000 à 1 500 mm, minimale en été, maximale en automne.
Pour la période 1971-2000, la température annuelle moyenne est de 12,2 °C, avec une amplitude thermique annuelle de 16,2 °C. Le cumul annuel moyen de précipitations est de 1 074 mm, avec 11,3 jours de précipitations en janvier et 6,5 jours en juillet. Pour la période 1991-2020, la température moyenne annuelle observée sur la station météorologique la plus proche, située sur la commune de Saint-Côme-d'Olt à 12 km à vol d'oiseau, est de 12,5 °C et le cumul annuel moyen de précipitations est de 951,5 mm,. Pour l'avenir, les paramètres climatiques de la commune estimés pour 2050 selon différents scénarios d'émission de gaz à effet de serre sont consultables sur un site dédié publié par Météo-France en novembre 2022.

### Milieux naturels et biodiversité

#### Sites Natura 2000

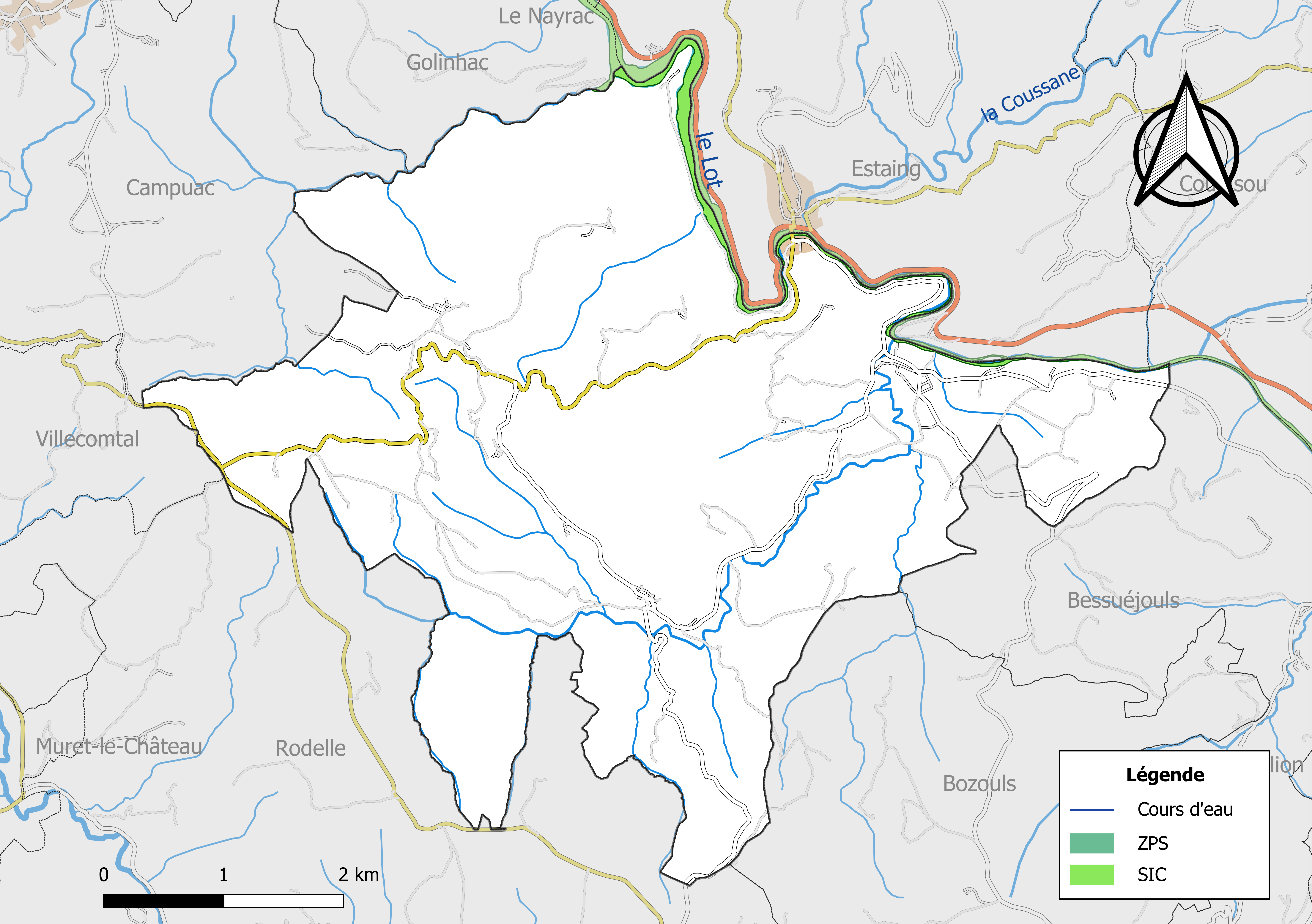
Sites Natura 2000 sur le territoire communal.

Le réseau Natura 2000 est un réseau écologique européen de sites naturels d’intérêt écologique élaboré à partir des Directives « Habitats » et « Oiseaux ». Ce réseau est constitué de Zones spéciales de conservation (ZSC) et de Zones de protection spéciale (ZPS). Dans les zones de ce réseau, les États Membres s'engagent à maintenir dans un état de conservation favorable les types d'habitats et d'espèces concernés, par le biais de mesures réglementaires, administratives ou contractuelles.
Un site Natura 2000 a été défini sur la commune au titre de la « directive Habitats » : 
- La « Haute vallée du Lot entre Espalion et Saint-Laurent-d'Olt et gorges de la Truyère, basse vallée du Lot et le Goul », d'une superficie de 5 653 ha, comprend une partie de la vallée du Lot ainsi que deux de ses affluents : la Truyère et le Goul. Le site est remarquable d'une part du fait de la présence de deux espèces d'intérêt communautaire, la Loutre d'Europe et le Chabot, et de plusieurs habitats aquatiques et forestiers d'intérêts communautaires qui se rapportent aux trois entités paysagères du site[16] ;

#### Zones naturelles d'intérêt écologique, faunistique et floristique
L’inventaire des zones naturelles d'intérêt écologique, faunistique et floristique (ZNIEFF) a pour objectif de réaliser une couverture des zones les plus intéressantes sur le plan écologique, essentiellement dans la perspective d’améliorer la connaissance du patrimoine naturel national et de fournir aux différents décideurs un outil d’aide à la prise en compte de l’environnement dans l’aménagement du territoire.
Le territoire communal de Sébrazac comprend deux ZNIEFF de type 1,, 
les « Bois et pelouses d'Envaux » (60,2 ha), couvrant 3 communes du département ;
et la « Rivière Lot (partie Aveyron) » (2 552 ha), couvrant 33 communes dont 30 dans l'Aveyron, 2 dans le Cantal et 1 dans la Lozère
et une ZNIEFF de type 2,, 
la « Vallée du Lot (partie Aveyron) » (19 239 ha), qui s'étend sur 47 communes dont 39 dans l'Aveyron, 5 dans le Cantal, 2 dans le Lot et 1 dans la Lozère.

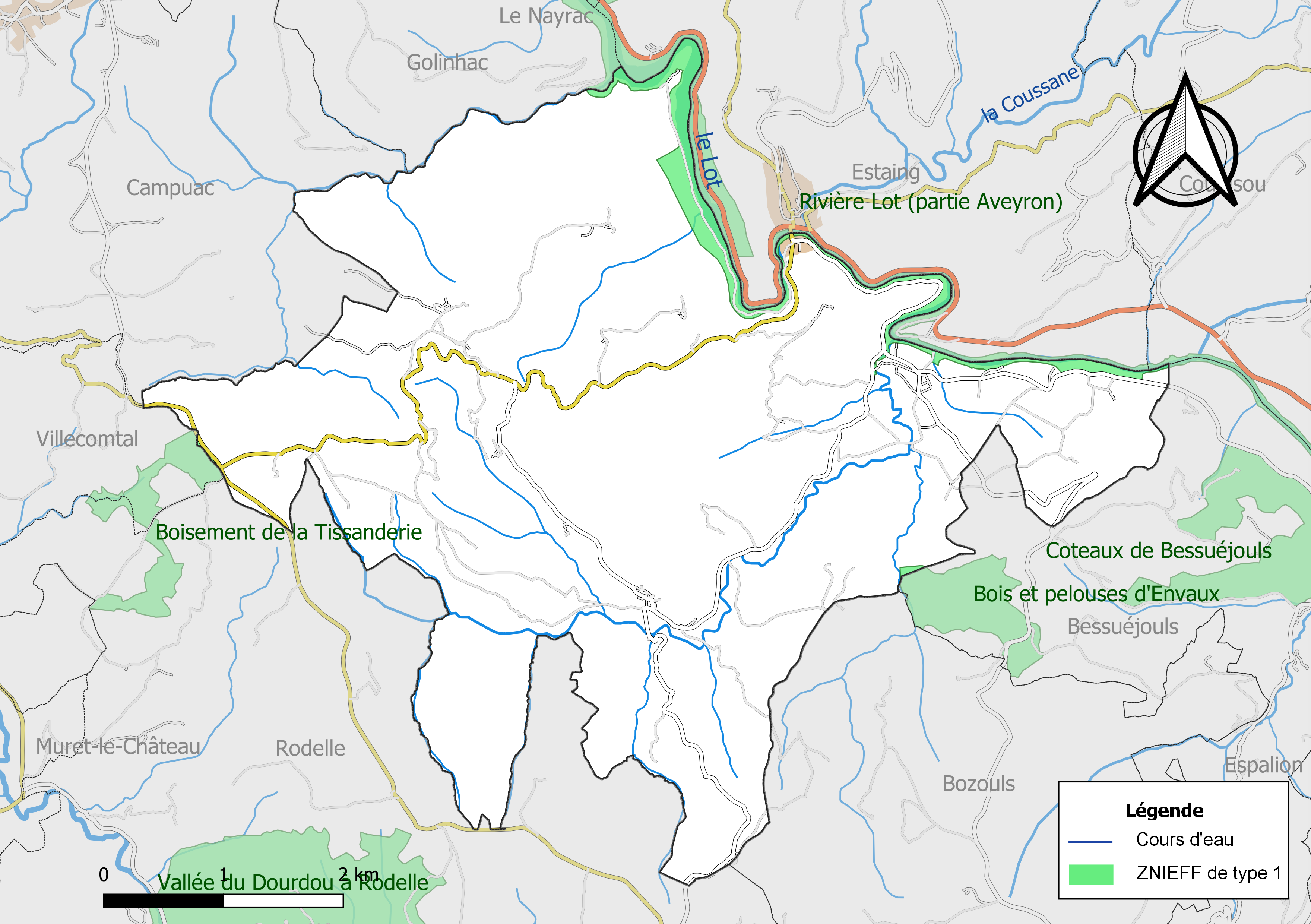
Carte des ZNIEFF de type 1 de la commune.
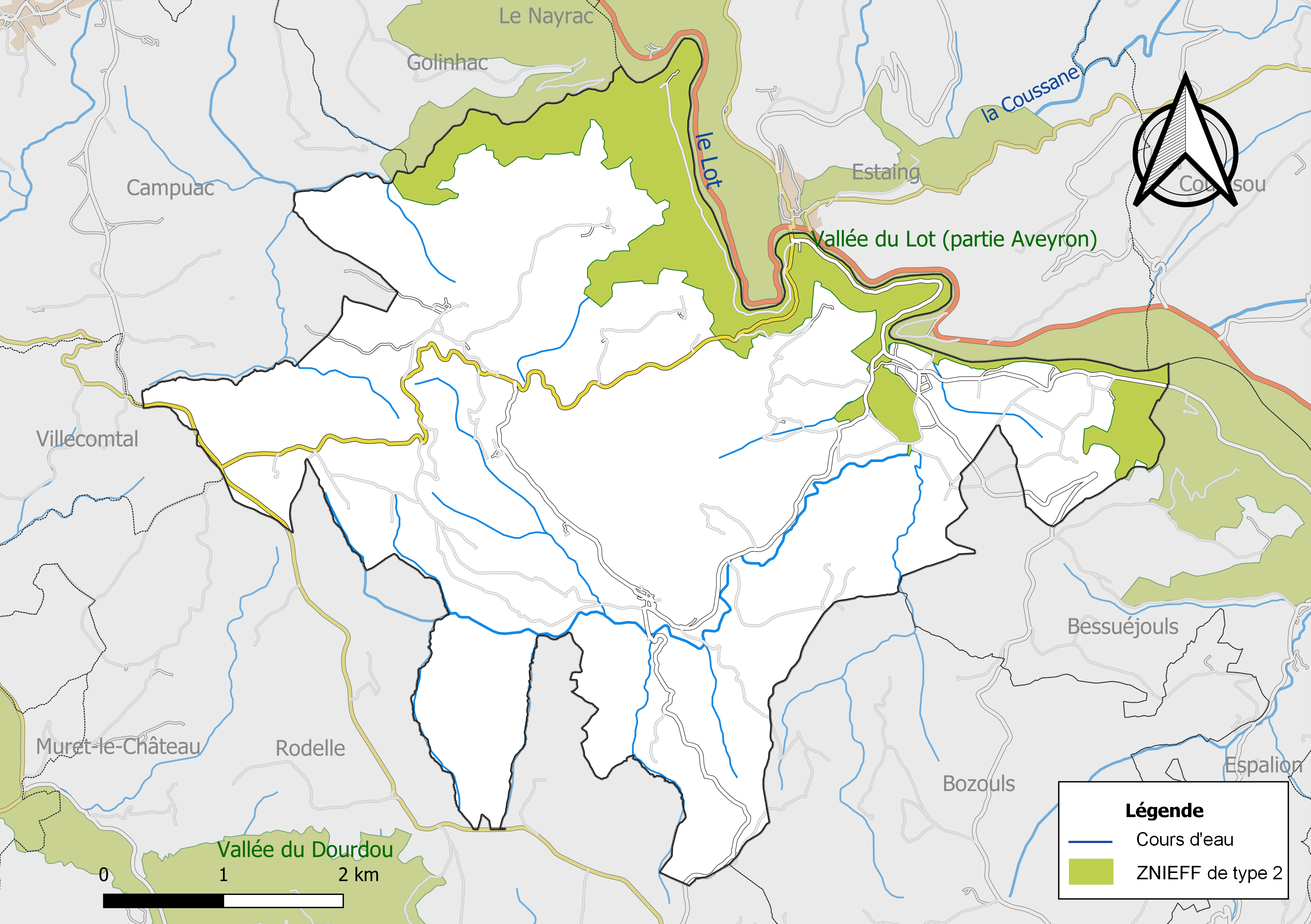
Carte de la ZNIEFF de type 2 de la commune.

## Urbanisme

### Typologie
Au 1er janvier 2024, Sébrazac est catégorisée commune rurale à habitat très dispersé, selon la nouvelle grille communale de densité à 7 niveaux définie par l'Insee en 2022.
Elle est située hors unité urbaine. Par ailleurs la commune fait partie de l'aire d'attraction de Rodez, dont elle est une commune de la couronne,. Cette aire, qui regroupe 68 communes, est catégorisée dans les aires de 50 000 à moins de 200 000 habitants,.

### Occupation des sols

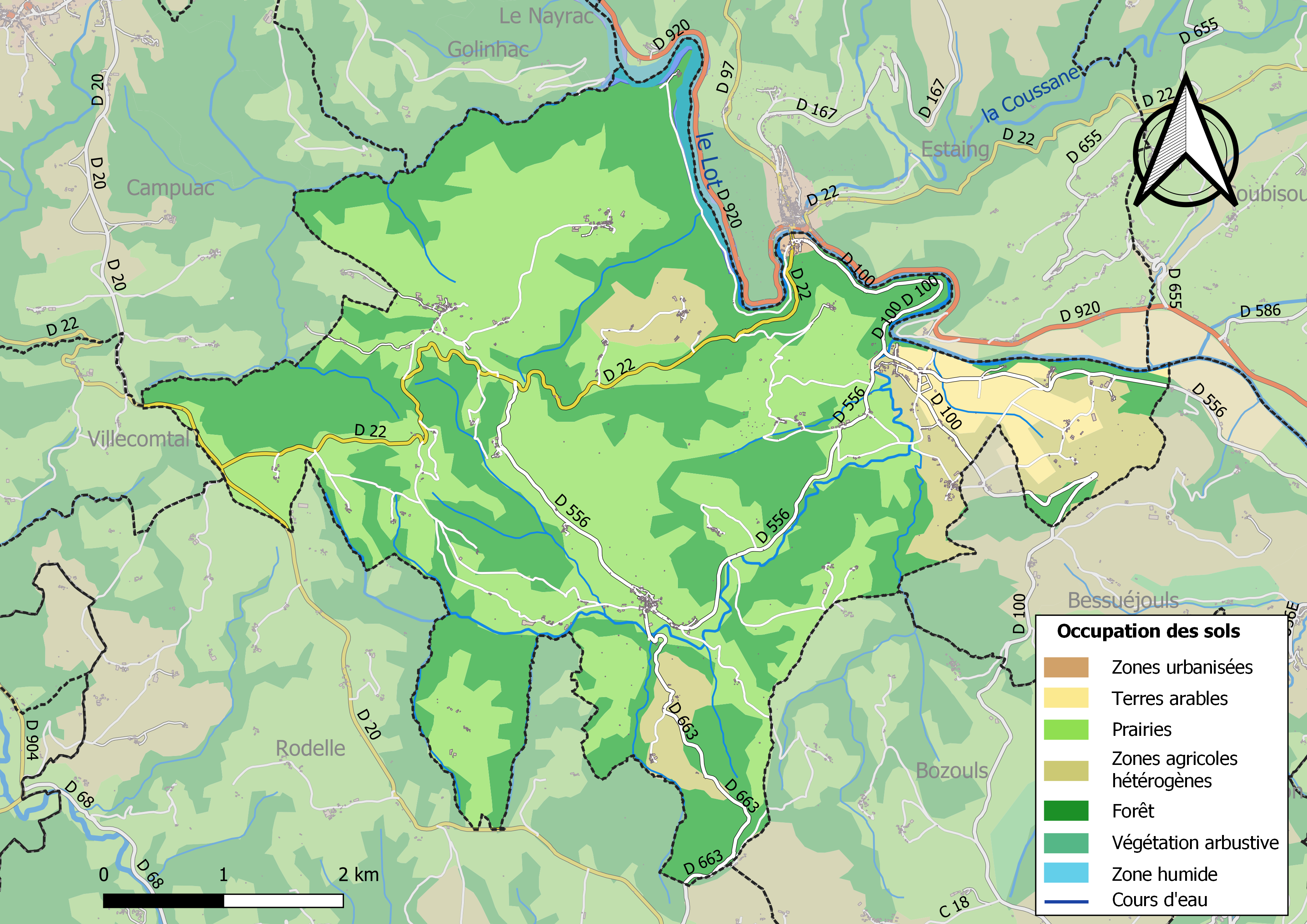
Infrastructures et occupation des sols de la commune de Sébrazac.

L'occupation des sols de la commune, telle qu'elle ressort de la base de données européenne d’occupation biophysique des sols Corine Land Cover (CLC), est marquée par l'importance des territoires agricoles (55,5 % en 2018), une proportion sensiblement équivalente à celle de 1990 (55,2 %). La répartition détaillée en 2018 est la suivante : 
prairies (43,7 %), forêts (43,4 %), zones agricoles hétérogènes (8,5 %), terres arables (3,3 %), eaux continentales (0,9 %), zones urbanisées (0,2 %).

### Planification
La commune ne disposait pas en 2017 de document d'urbanisme opérationnel et le règlement national d'urbanisme s'appliquait donc pour la délivrance des permis de construire.

### Risques majeurs
Le territoire de la commune de Sébrazac est vulnérable à différents aléas naturels : inondations, climatiques (hiver exceptionnel ou canicule), feux de forêts et séisme (sismicité faible).
Il est également exposé à un risque technologique, et la rupture d'un barrage, et à un risque particulier, le risque radon,.

#### Risques naturels

Zones inondables de la commune de Sébrazac.

Certaines parties du territoire communal sont susceptibles d’être affectées par le risque d’inondation par débordement du Lot. Les dernières grandes crues historiques, ayant touché plusieurs parties du département, remontent aux 3 et 4 décembre 2003 (dans les bassins du Lot, de l'Aveyron, du Viaur et du Tarn) et au 28 novembre 2014 (bassins de la Sorgues et du Dourdou). Ce risque est pris en compte dans l'aménagement du territoire de la commune par le biais du Plan de prévention du risque inondation (PPRI) Lot amont, approuvé le 21 décembre 2007.
Le Plan départemental de protection des forêts contre les incendies découpe le département de l’Aveyron en sept « bassins de risque » et définit une sensibilité des communes à l’aléa feux de forêt (de faible à très forte). La commune est classée en sensibilité faible.
Les mouvements de terrains susceptibles de se produire sur la commune sont soit des mouvements liés au retrait-gonflement des argiles, soit des effondrements liés à des cavités souterraines. Le phénomène de retrait-gonflement des argiles est la conséquence d'un changement d'humidité des sols argileux. Les argiles sont capables de fixer l'eau disponible mais aussi de la perdre en se rétractant en cas de sécheresse. Ce phénomène peut provoquer des dégâts très importants sur les constructions (fissures, déformations des ouvertures) pouvant rendre inhabitables certains locaux. La carte de zonage de cet aléa peut être consultée sur le site de l'observatoire national des risques naturels Géorisques. Une autre carte permet de prendre connaissance des cavités souterraines localisées sur la commune,.

#### Risques technologiques
Dans le département de l'Aveyron on dénombre huit grands barrages susceptibles d’occasionner des dégâts en cas de rupture. La commune fait partie des 64 communes susceptibles d’être touchées par l’onde de submersion consécutive à la rupture d’un de ces barrages.

#### Risque particulier
Dans plusieurs parties du territoire national, le radon, accumulé dans certains logements ou autres locaux, peut constituer une source significative d’exposition de la population aux rayonnements ionisants. Toutes les communes du département sont concernées par le risque radon à un niveau plus ou moins élevé. Selon le dossier départemental des risques majeurs du département établi en 2013, la commune de Sébrazac est classée à risque moyen à élevé. Un décret du 4 juin 2018 a modifié la terminologie du zonage définie dans le code de la santé publique et a été complété par un arrêté du 27 juin 2018 portant délimitation des zones à potentiel radon du territoire français. La commune est désormais en zone 3, à savoir zone à potentiel radon significatif.

## Politique et administration

### Découpage territorial
La commune de Sébrazac est membre de la communauté de communes Comtal Lot et Truyère, un établissement public de coopération intercommunale (EPCI) à fiscalité propre créé le 1er janvier 2017 dont le siège est à Espalion. Ce dernier est par ailleurs membre d'autres groupements intercommunaux.
Sur le plan administratif, elle est rattachée à l'arrondissement de Rodez, au département de l'Aveyron et à la région Occitanie. Sur le plan électoral, elle dépend du  canton de Lot et Truyère pour l'élection des conseillers départementaux, depuis le redécoupage cantonal de 2014 entré en vigueur en 2015, et de la première circonscription de l'Aveyron  pour les élections législatives, depuis le dernier découpage électoral de 2010.

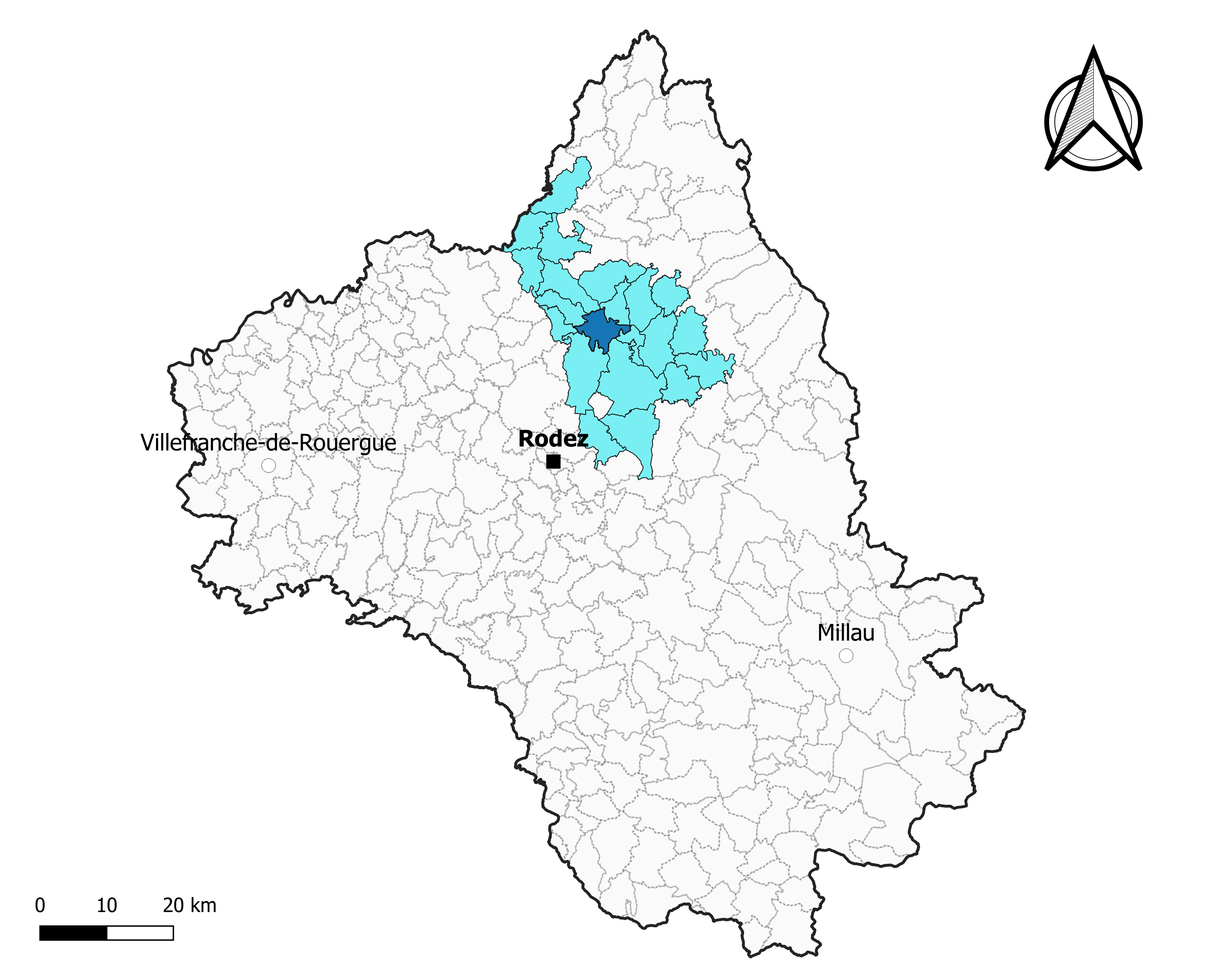
Sébrazac dans l'intercommunalité en 2020.
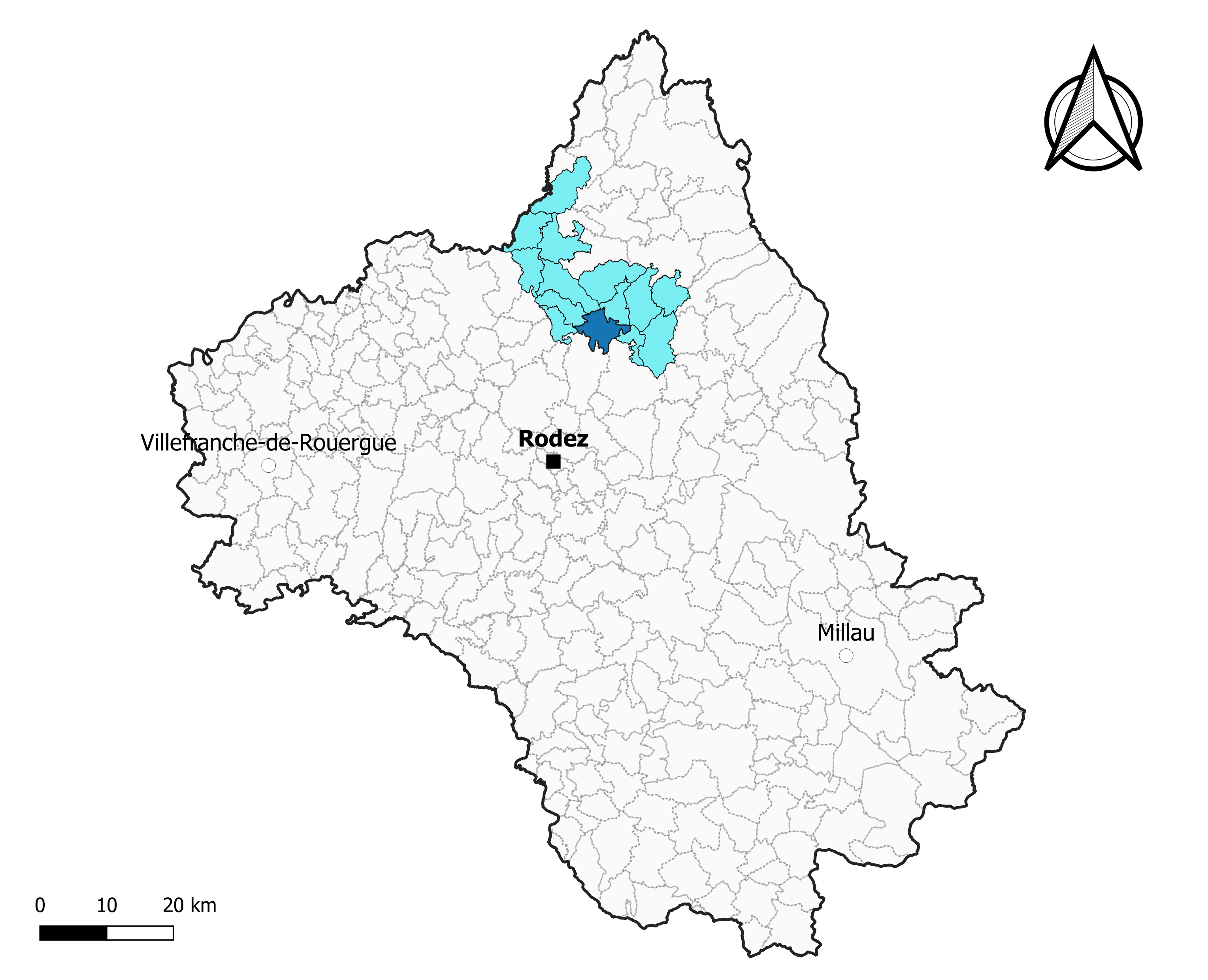
Sébrazac dans le canton de Lot et Truyère en 2020.
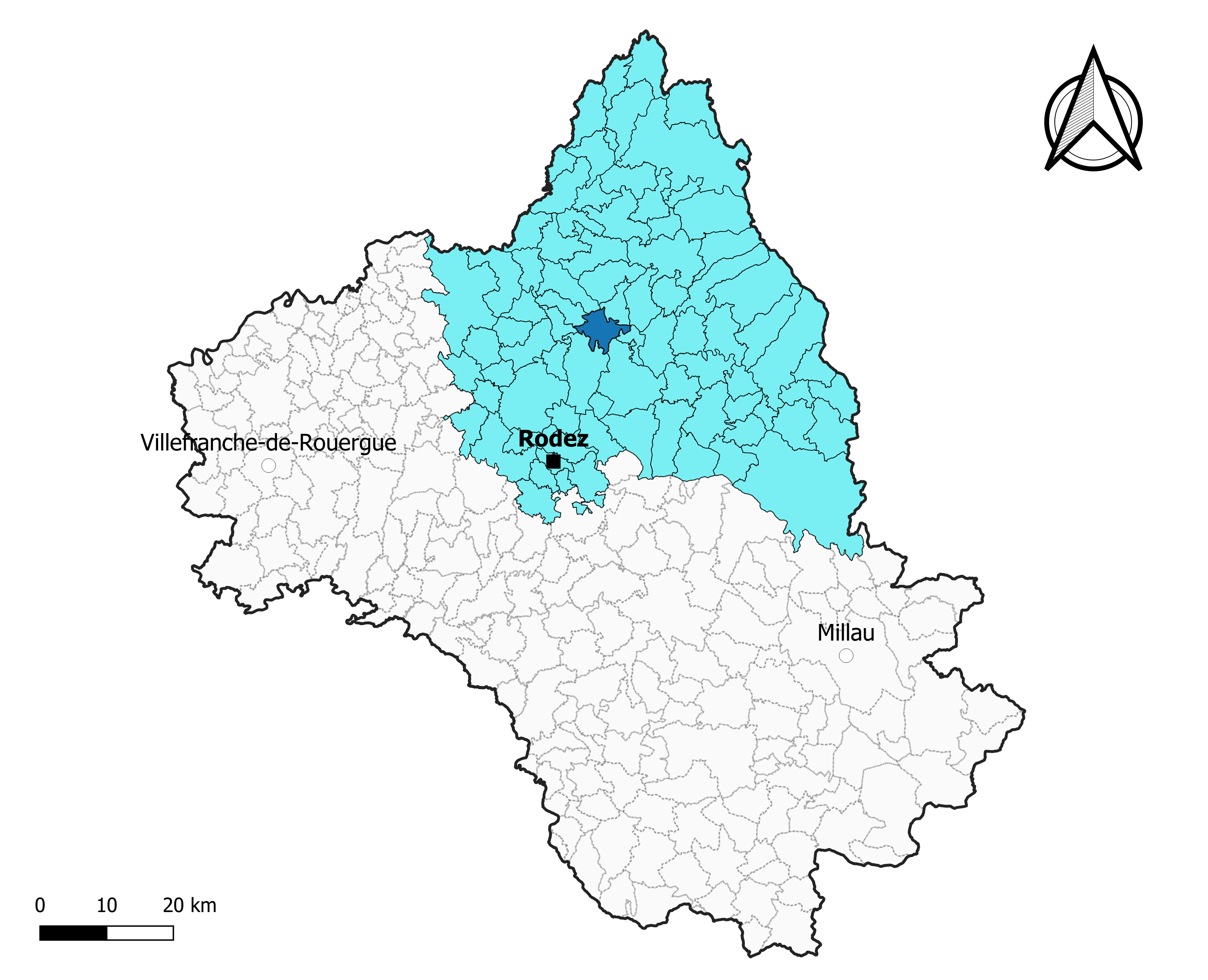
Sébrazac dans l'arrondissement de Rodez en 2020.

### Élections municipales et communautaires

#### Élections de 2020
Le conseil municipal de Sébrazac, commune de moins de 1 000 habitants, est élu au scrutin majoritaire plurinominal à deux tours avec candidatures isolées ou groupées et possibilité de panachage. Compte tenu de la population communale, le nombre de sièges à pourvoir lors des élections municipales de 2020 est de 15. La totalité des quinze candidats en lice est élue dès le premier tour, le 15 mars 2020, avec un taux de participation de 65,29 %.
Jean-Claude Anglars, maire sortant, est réélu pour un nouveau mandat le 27 mai 2020.
Dans les communes de moins de 1 000 habitants, les conseillers communautaires sont désignés parmi les conseillers municipaux élus en suivant l’ordre du tableau (maire, adjoints puis conseillers municipaux) et dans la limite du nombre de sièges attribués à la commune au sein du conseil communautaire. Deux sièges sont attribués à la commune au sein de la communauté de communes Comtal Lot et Truyère.

#### Liste des maires
| Période                                  | Période      | Identité             | Étiquette | Qualité |
| ---------------------------------------- | ------------ | -------------------- | --------- | --- |
| mars 1995                                | octobre 2020 | Jean-Claude Anglars, | LR        | Cadre administratif et commercial d'entreprise Président de la Communauté de communes d'Estaing (2001 → 2016) Conseiller général du Canton d'Estaing (2004 → 2015) Conseiller départemental du Canton de Lot et Truyère (depuis 2015) Vice-président du Conseil départemental de l'Aveyron (depuis 2015) Président du SDIS de l'Aveyron Sénateur de l'Aveyron (depuis 2020) |
| octobre 2020                             | En cours     | Wilfried Doolaeghe   |           | |
| Les données manquantes sont à compléter. |              |                      |           | |

## Démographie
L'évolution du nombre d'habitants est connue à travers les recensements de la population effectués dans la commune depuis 1793. Pour les communes de moins de 10 000 habitants, une enquête de recensement portant sur toute la population est réalisée tous les cinq ans, les populations de référence des années intermédiaires étant quant à elles estimées par interpolation ou extrapolation. Pour la commune, le premier recensement exhaustif entrant dans le cadre du nouveau dispositif a été réalisé en 2005.

En 2022, la commune comptait 533 habitants, en évolution de +5,34 % par rapport à 2016 (Aveyron : +0,37 %, France hors Mayotte : +2,11 %).
| 1793 | 1800 | 1886  | 1891  | 1896  | 1901  | 1906  | 1911  | 1921 |
| ---- | ---- | ----- | ----- | ----- | ----- | ----- | ----- | ---- |
| 464  | 371  | 1 231 | 1 118 | 1 069 | 1 039 | 1 046 | 1 017 | 812  |

| 1926 | 1931 | 1936 | 1946 | 1954 | 1962 | 1968 | 1975 | 1982 |
| ---- | ---- | ---- | ---- | ---- | ---- | ---- | ---- | ---- |
| 771  | 772  | 796  | 723  | 629  | 573  | 521  | 453  | 466  |

| 1990 | 1999 | 2005 | 2006 | 2010 | 2015 | 2020 | 2022 | - |
| ---- | ---- | ---- | ---- | ---- | ---- | ---- | ---- | - |
| 476  | 482  | 505  | 506  | 509  | 505  | 529  | 533  | - |

## Économie

### Revenus
En 2018  (données Insee publiées en septembre 2021), la commune compte 178 ménages fiscaux, regroupant 404 personnes. La médiane du revenu disponible par unité de consommation est de 18 410 € (20 640 € dans le département).

### Emploi
| Division       | 2008  | 2013  | 2018  |
| -------------- | ----- | ----- | ----- |
| Commune        | 3,6 % | 4 %   | 3,5 % |
| Département    | 5,4 % | 7,1 % | 7,1 % |
| France entière | 8,3 % | 10 %  | 10 %  |

En 2018, la population âgée de 15 à 64 ans s'élève à 280 personnes, parmi lesquelles on compte 77,2 % d'actifs (73,7 % ayant un emploi et 3,5 % de chômeurs) et 22,8 % d'inactifs,. Depuis 2008, le taux de chômage communal (au sens du recensement) des 15-64 ans est inférieur à celui de la France et du département.
La commune fait partie de la couronne de l'aire d'attraction de Rodez, du fait qu'au moins 15 % des actifs travaillent dans le pôle,. Elle compte 116 emplois en 2018, contre 198 en 2013 et 233 en 2008. Le nombre d'actifs ayant un emploi résidant dans la commune est de 214, soit un indicateur de concentration d'emploi de 54,2 % et un taux d'activité parmi les 15 ans ou plus de 50,7 %.
Sur ces 214 actifs de 15 ans ou plus ayant un emploi, 60 travaillent dans la commune, soit 28 % des habitants. Pour se rendre au travail, 74,7 % des habitants utilisent un véhicule personnel ou de fonction à quatre roues, 2,3 % les transports en commun, 7,2 % s'y rendent en deux-roues, à vélo ou à pied et 15,8 % n'ont pas besoin de transport (travail au domicile).

### Activités hors agriculture
34 établissements sont implantés  à Sébrazac au 31 décembre 2019. Le tableau ci-dessous en détaille le nombre par secteur d'activité et compare les ratios avec ceux du département,.
| Secteur d'activité                                                                                        | Commune | Commune | Département |
| Secteur d'activité                                                                                        | Nombre  | %       | %           |
| --- | ------- | ------- | ----------- |
| Ensemble                                                                                                  | 34      |         |             |
| Industrie manufacturière, industries extractives et autres                                                | 13      | 38,2 %  | (17,7 %)    |
| Construction                                                                                              | 7       | 20,6 %  | (13 %)      |
| Commerce de gros et de détail, transports, hébergement et restauration                                    | 5       | 14,7 %  | (27,5 %)    |
| Activités spécialisées, scientifiques et techniques et activités de services administratifs et de soutien | 5       | 14,7 %  | (12,4 %)    |
| Administration publique, enseignement, santé humaine et action sociale                                    | 2       | 5,9 %   | (12,7 %)    |
| Autres activités de services                                                                              | 2       | 5,9 %   | (7,8 %)     |

Le secteur de l'industrie manufacturière, des industries extractives et autres est prépondérant sur la commune puisqu'il représente 38,2 % du nombre total d'établissements de la commune (13 sur les 34 entreprises implantées  à Sébrazac), contre 17,7 % au niveau départemental.

### Agriculture
La commune est dans la « Viadène et vallée du Lot », une petite région agricole occupant le nord-ouest du département de l'Aveyron. En 2020, l'orientation technico-économique de l'agriculture  sur la commune est l'élevage de bovins, pour la viande.
|               | 1988  | 2000  | 2010  | 2020  |
| ------------- | ----- | ----- | ----- | ----- |
| Exploitations | 66    | 52    | 49    | 34    |
| SAU (ha)      | 1 508 | 1 581 | 1 653 | 1 388 |

Le nombre d'exploitations agricoles en activité et ayant leur siège dans la commune est passé de 66 lors du recensement agricole de 1988  à 52 en 2000 puis à 49 en 2010 et enfin à 34 en 2020, soit une baisse de 48 % en 32 ans. Le même mouvement est observé à l'échelle du département qui a perdu pendant cette période 51 % de ses exploitations,. La surface agricole utilisée sur la commune a également diminué, passant de 1 508 ha en 1988 à 1 388 ha en 2020. Parallèlement la surface agricole utilisée moyenne par exploitation a augmenté, passant de 23 à 41 ha.

## Culture locale et patrimoine

### Lieux et monuments
- Pont dit d'Estaing, inscrit au titre des monuments historiques en 2005[59],[60] : ouvrage en schiste avec un couronnement de calcaire, construit à partir de 1490.
- Château de Verrières.
- Chapelle du château de Verrières.
- Église Sainte-Anne de Sébrazac.
- Église Sainte-Madeleine de Trédou.
- Église Saint-Louis de Saint-Geniez-des-Ers.
- Chapelle Saint-Michel de Verrières.
- Chapelle du Puy-Seigneur de Saint-Geniès-des-Ers.
- Chapelle Notre-Dame-de-Bon-Secours de Sébrazac.
- Chapelle du Pont de Sébrazac, en face du pont d'Estaing, dédiée à Notre-Dame-des-Sept-Douleurs depuis 1724[61]. Elle a remplacé l'ancien oratoire du Cap del Pònt béni par François d'Estaing en 1524[61].

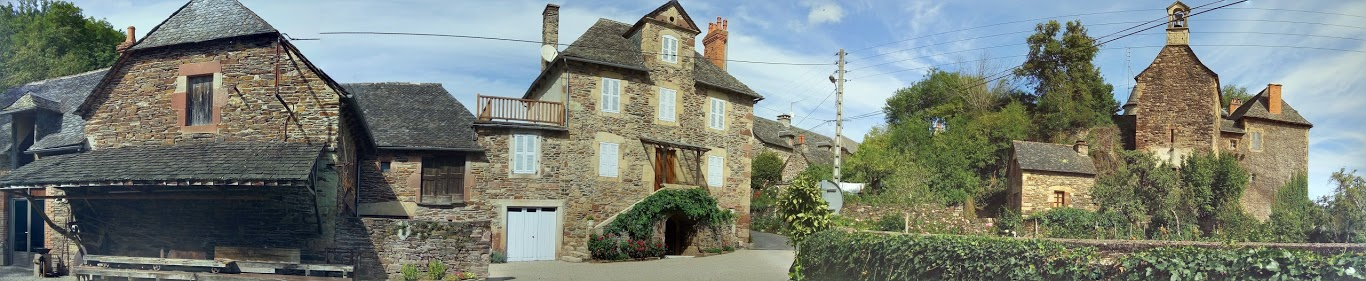
Chapelle et château de Verrières, sur la droite.
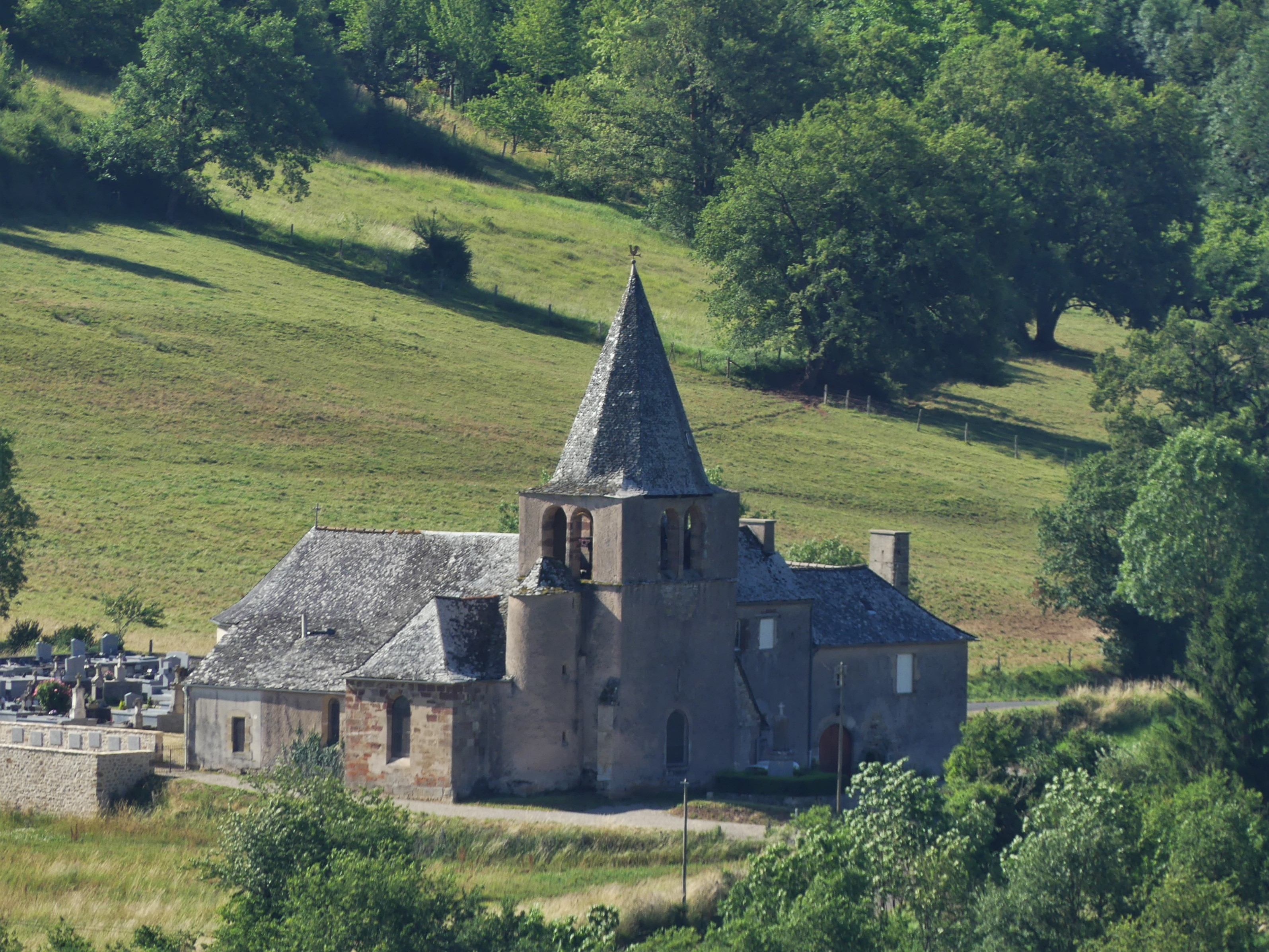
Église Sainte-Madeleine de Trédou
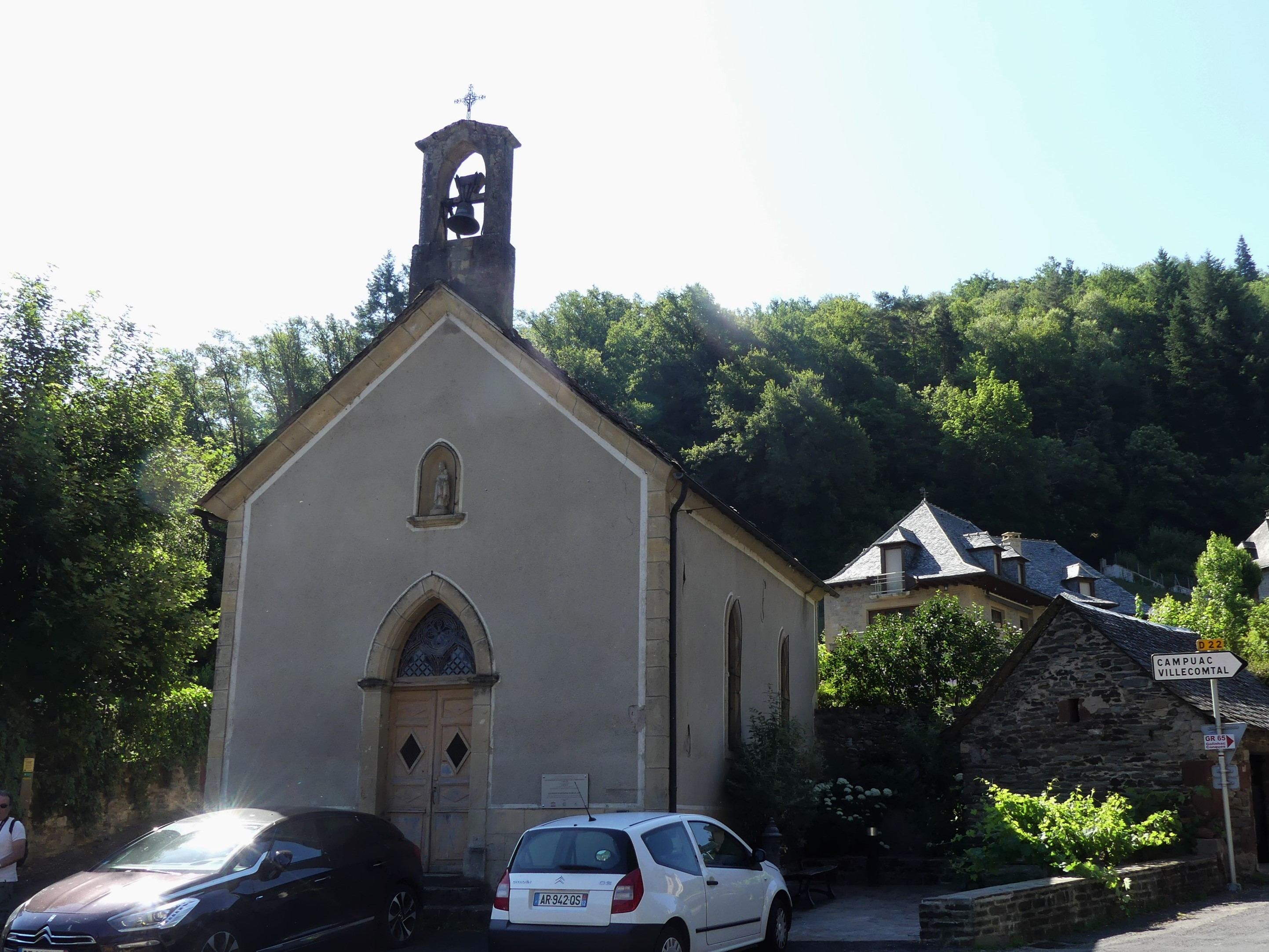
La chapelle du Pont.
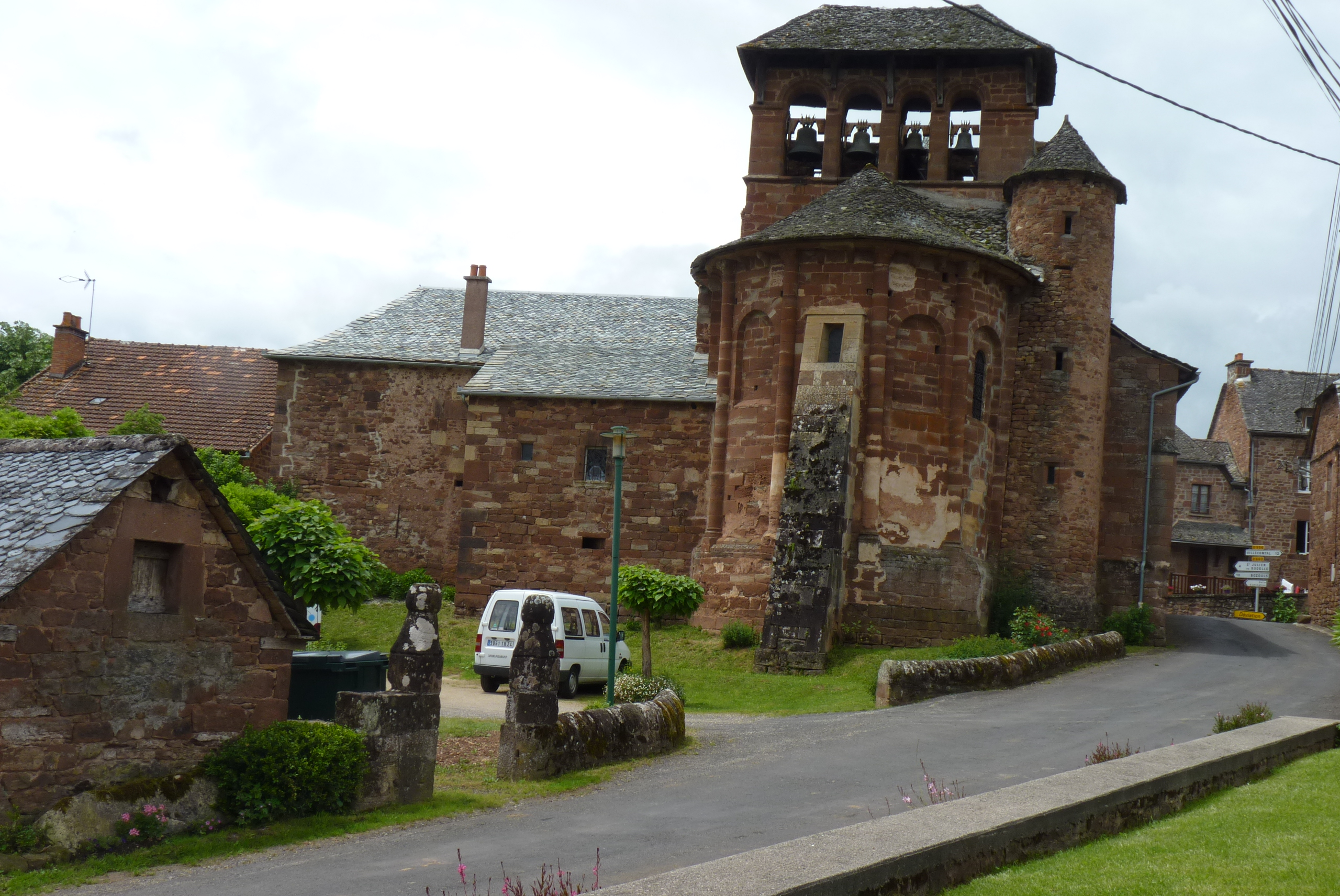
Église Sainte-Anne de Sébrazac
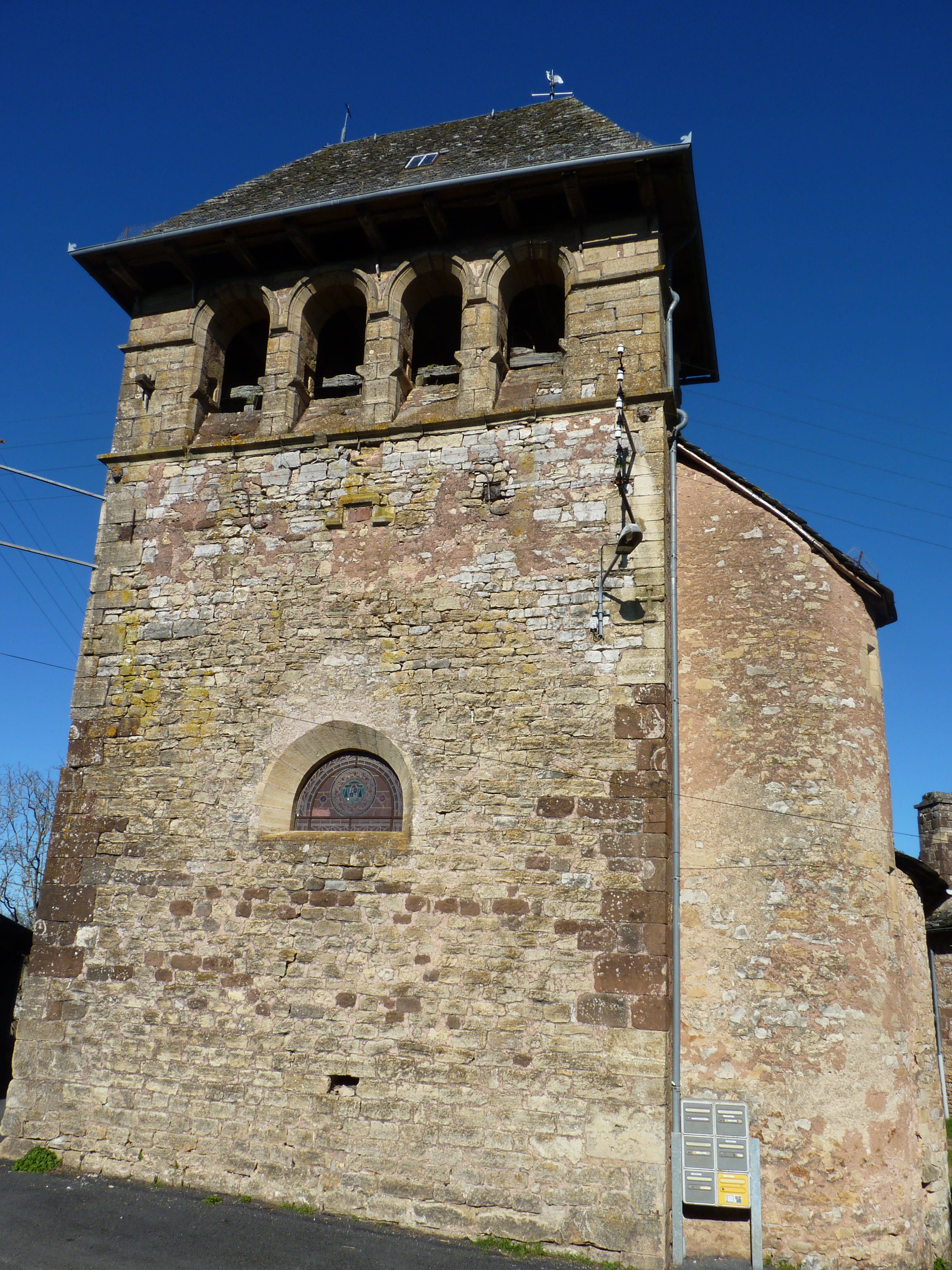
Église Saint-Louis de Saint-Geniez-des-Ers
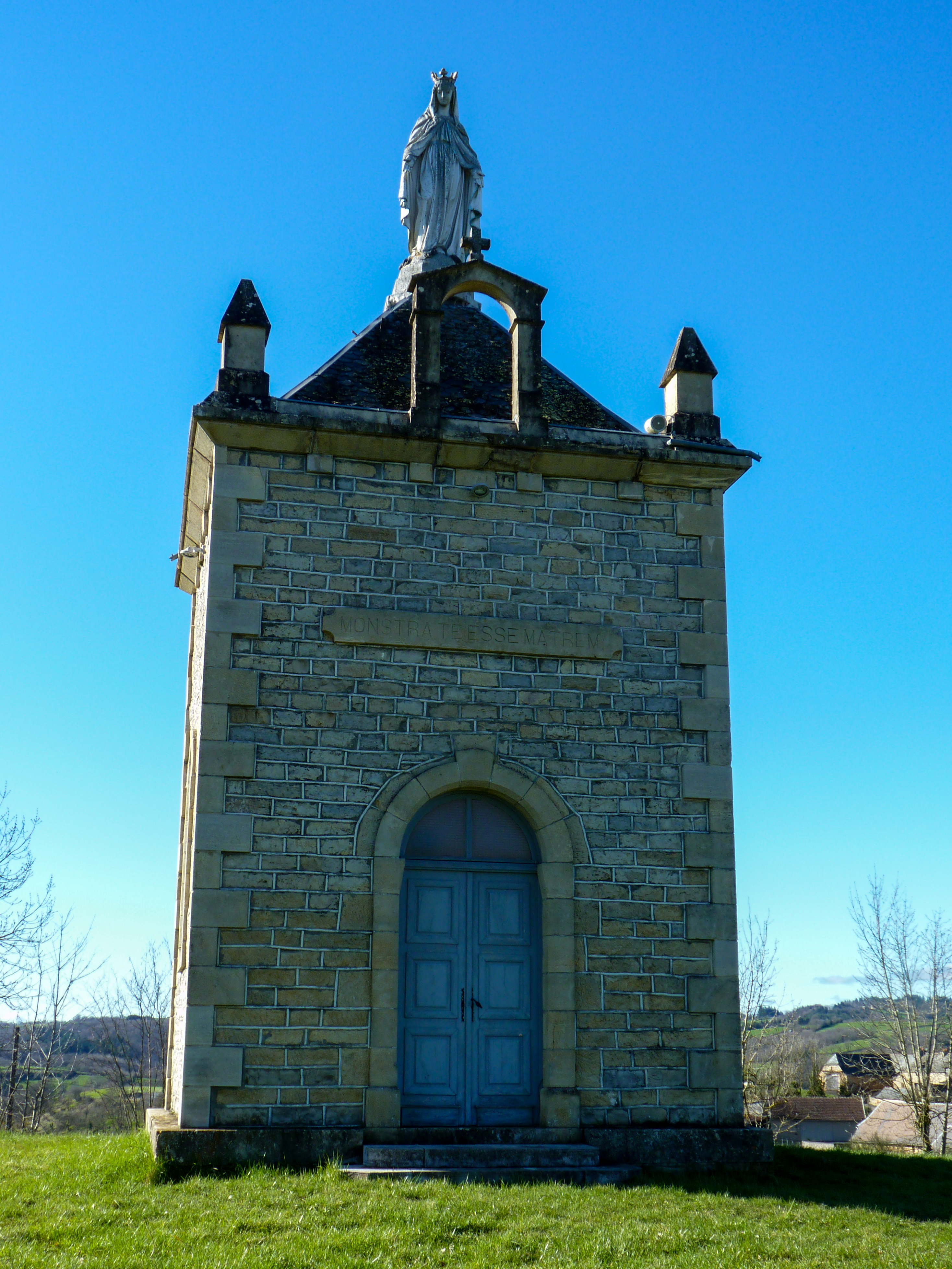
Chapelle du Puy-Seigneur de Saint-Geniès-des-Ers
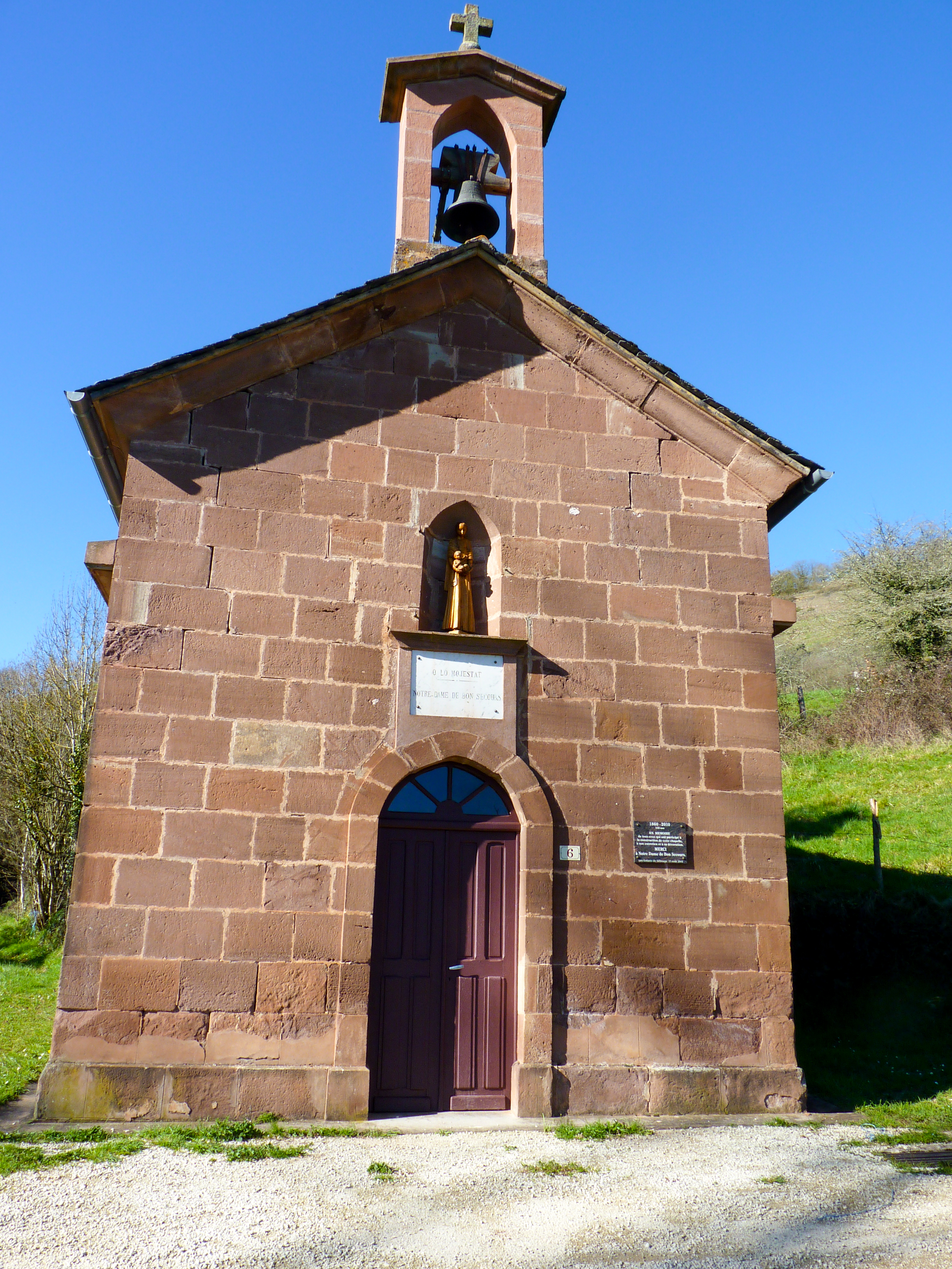
Chapelle Notre-Dame-de-Bon-Secours de Sébrazac

### Personnalités liées à la commune
- Pierre Castan (1808-1902), religieux picpucien qui exerce en Océanie : Hawaii (1841), Tahiti (1849), Valparaiso (Chili) en 1851, Gambier. Décédé à Papeete le 31 juillet 1902[62].
- Auguste Arribat (1879-1963), prêtre catholique, éducateur et résistant. En 2015, il est déclaré vénérable par le pape François.
- Émile Puech (1941), prêtre catholique et directeur de recherches au CNRS, spécialiste des rouleaux manuscrits de la Mer morte.

### Héraldique
| Blason de la commune de Sébrazac | D’azur à la brebis d’argent, la tête contournée, passant sur une terrasse de sinople et accompagnée de trois étoiles d’argent rangées en chef, à la bande de gueules bordée d’un filet d’or et chargée de trois fleurs de lis d’or posées à plomb brochant sur le tout. |